# Tocotriénol

Structure générique des tocotriénols.
Les groupes R^{1}, R^{2} et R^{3} sont :
- ou bien un atome d'hydrogène –H
- ou bien un groupe méthyle.

Les tocotriénols sont une forme rare de vitamine E constituée de quatre variantes plus ou moins méthylées appelées tocotriénol α, tocotriénol β, tocotriénol γ et tocotriénol δ.  Ils diffèrent chimiquement de leurs homologues tocophérols par le caractère insaturé de leur chaîne latérale terpénoïde, d'où leur nom en -triénol, mais assurent physiologiquement une fonction antioxydante équivalente grâce à l'atome d'hydrogène labile de leur hydroxyle –OH, : ils protégeraient les membranes plasmiques, les sites actifs des enzymes et le matériel génétique de l'effet nocif des radicaux libres et des dérivés réactifs de l'oxygène.       En date de 2021, des essais contrôlés randomisés supplémentaires sont nécessaires pour confirmer les effets anti-inflammatoires et antioxydants des tocotriénols.
Si l'essentiel de la recherche sur la vitamine E porte sur l'α-tocophérol, moins de 1 % des moyens sont consacrés aux tocotriénols, bien que ceux-ci soient fonctionnellement équivalents. Ils présentent cependant des activités biologiques absentes des tocophérols, dans la protection des cellules du cerveau, la prévention de certains cancers, et la réduction de la cholestérolémie,.
La dénomination des tocotriénols en fonction de leurs substituants est la suivante :
| Substituants des tocotriénols | R1  | R2  | R3            | Nom           |
| ----------------------------- | --- | --- | ------------- | ------------- |
|                               |     |     |               |               |
|                               | CH3 | CH3 | CH3           | α-tocotriénol |
| CH3                           | H   | CH3 | β-tocotriénol |               |
| H                             | CH3 | CH3 | γ-tocotriénol |               |
| H                             | H   | CH3 | δ-tocotriénol |               |

## Lecture complémentaire
- (en) Ranmali Ranasinghe, Michael Mathai et Anthony Zulli, « Revisiting the therapeutic potential of tocotrienol », BioFactors (Oxford, England), vol. 48, no 4,‎ juillet 2022, p. 813–856 (ISSN 1872-8081, PMID 35719120, PMCID 9544065, DOI 10.1002/biof.1873, lire en ligne, consulté le 18 janvier 2023)